# Podbišće
Podbišće este un sat din comuna Mojkovac, Muntenegru. Conform datelor de la recensământul din 2003, localitatea are 671 de locuitori (la recensământul din 1991 erau 657 de locuitori).

## Demografie
În satul Podbišće locuiesc 480 de persoane adulte, iar vârsta medie a populației este de 34,4 de ani (34,5 la bărbați și 34,4 la femei). În localitate sunt 178 de gospodării, iar numărul mediu de membri în gospodărie este de 3,76.
Populația localității este foarte eterogenă.
|  |

| Demografie | Demografie | Demografie |
| An         | Locuitori  | Locuitori  |
| ---------- | ---------- | ---------- |
|            |            |            |
|            |            |            |
|            |            |            |
|            |            |            |
| 1948       | 311        |            |
| 1953       | 401        |            |
| 1961       | 465        |            |
| 1971       | 473        |            |
| 1981       | 572        |            |
| 1991       | 657        | 657        |
| 2003       | 681        | 671        |

| \| Componența etnică conform recensământului din 2003[2] \| Componența etnică conform recensământului din 2003[2] \| Componența etnică conform recensământului din 2003[2] \| Componența etnică conform recensământului din 2003[2] \| Componența etnică conform recensământului din 2003[2] \| \| ----------------------------------------------------- \| ----------------------------------------------------- \| ----------------------------------------------------- \| ----------------------------------------------------- \| ----------------------------------------------------- \| \| \| \| \| \| \| \| Muntenegreni \| Muntenegreni \| \| 338 \| 50,37% \| \| Sârbi \| Sârbi \| \| 299 \| 44,56% \| \| Iugoslavi \| Iugoslavi \| \| 2 \| 0,29% \| \| Croați \| Croați \| \| 1 \| 0,14% \| \| Rusi \| Rusi \| \| 1 \| 0,14% \| \| necunoscută \| necunoscută \| \| 0 \| 0% \| |              |  |     |        |
| Componența etnică conform recensământului din 2003 |              |  |     |        |
| |              |  |     |        |
| Muntenegreni | Muntenegreni |  | 338 | 50,37% |
| Sârbi | Sârbi        |  | 299 | 44,56% |
| Iugoslavi | Iugoslavi    |  | 2   | 0,29%  |
| Croați | Croați       |  | 1   | 0,14%  |
| Rusi | Rusi         |  | 1   | 0,14%  |
| necunoscută | necunoscută  |  | 0   | 0%     |